# Morti il 2 gennaio
| Questa pagina contiene informazioni ricavate automaticamente dalle voci biografiche con l'ausilio del template Bio e di un bot. L'aggiornamento è periodico e automatico e ricostruisce completamente la pagina. Se manca una persona in questa lista, sei pregato di non aggiungerla, ma accertati piuttosto che la sua voce biografica contenga il template Bio e che i dati anagrafici siano correttamente compilati. Se il template Bio manca, inseriscilo tu stesso o, in alternativa, metti l'avviso {{tmp\|Bio}} che ne segnala la mancanza. Se i dati riportati sono sbagliati, correggi direttamente la voce biografica; le modifiche saranno visibili in questa lista entro pochi giorni. Per chiarimenti vedi il progetto biografie. La lista contiene solo le 537 persone che sono citate nell'enciclopedia e per le quali è stato implementato correttamente il template Bio. Pagina aggiornata al 21 ago 2025. |

## IX secolo(1)
- 827 - Adelardo di Corbie, abate e santo franco (n. 752)

## X secolo(1)
- 986 - Ugo di Blois, arcivescovo francese

## XI secolo(3)
- 1090 - Abdisho II ibn al-ʿArid, vescovo cristiano orientale siro
- 1096 - Guglielmo di Saint-Calais, monaco cristiano e vescovo francese
- 1097 - Oddone di Bayeux, vescovo cattolico e politico normanno

## XII secolo(3)
- 1103 - Teodorico II di Bar, nobile
- 1146 - Airaldo, vescovo cattolico e monaco cristiano francese
- 1164 - Silvestro di Troina, abate e santo italiano

## XIII secolo(1)
- 1245 - Armand de Périgord, cavaliere medievale francese (n. 1178)

## XIV secolo(2)
- 1302 - Enrico I di Meclemburgo, principe (n. 1230)
- 1377 - Casimiro IV di Pomerania, duca (n. 1351)

## XV secolo(4)
- 1470 - Heinrich Reuß von Plauen, militare tedesco
- 1477 - Franzone
- 1477 - Girolamo Olgiati, umanista italiano (n. 1454)
- 1497 - Beatrice d'Este, duchessa, stilista e mecenate italiana (n. 1475)

## XVI secolo(18)
- 1512 - Svante Nilsson, sovrano svedese (n. 1460)
- 1529 - Radu V de la Afumați, principe
- 1530 - Stefana Quinzani, religiosa italiana (n. 1457)
- 1533 - Girolamo Bencucci, vescovo cattolico e politico italiano (n. 1481)
- 1534 - Battista da Crema, religioso italiano
- 1543 - Bonifacio Ferrero, cardinale e vescovo cattolico italiano (n. 1476)
- 1545 - Paolo Torelli, conte italiano (n. 1509)
- 1546 - Camillo Boccaccino, pittore italiano (n. 1505)
- 1546 - Carlo del Mantegna, pittore italiano
- 1547 - Giannettino Doria, nobile e ammiraglio italiano (n. 1510)
- 1547 - Giovanni Luigi Fieschi, nobile italiano (n. 1523)
- 1548 - Eufrasia Burlamacchi, religiosa e miniatrice italiana (n. 1482)
- 1554 - Giovanni Manuele d'Aviz, principe portoghese (n. 1537)
- 1563 - Girolamo Foscari, vescovo cattolico italiano (n. 1505)
- 1565 - Joan Fitzgerald, nobildonna irlandese
- 1571 - Gaspar de Zúñiga y Avellaneda, cardinale e arcivescovo cattolico spagnolo (n. 1507)
- 1589 - Stefano Bonucci, cardinale e vescovo cattolico italiano (n. 1521)
- 1595 - Barbara di Brandeburgo, nobile (n. 1527)

## XVII secolo(8)
- 1613 - Salima Sultan Begum, principessa e poetessa indiana (n. 1539)
- 1614 - Serafino Capponi, teologo italiano (n. 1536)
- 1627 - Michael Navarrus, compositore spagnolo
- 1642 - Diego Campanile, presbitero e francescano italiano (n. 1574)
- 1648 - Girolamo Lucich, vescovo cattolico croato (n. 1575)
- 1672 - Raffaele Soprani, storico, pittore e politico italiano (n. 1612)
- 1692 - Gregorio Strozzi, musicista e clavicembalista italiano
- 1694 - Henry Booth, I conte di Warrington, militare e politico inglese (n. 1652)

## XVIII secolo(18)
- 1726 - Domenico Zipoli, gesuita, missionario e compositore italiano (n. 1688)
- 1730 - David Colyear, I conte di Portmore, nobile e generale scozzese (n. 1656)
- 1737 - Pier Antonio Micheli, botanico italiano (n. 1679)
- 1747 - Jean-Féry Rebel, compositore e violinista francese (n. 1666)
- 1763 - Mattias Alexander von Ungern-Sternberg, generale e politico svedese (n. 1689)
- 1768 - Gregorio Babbi, tenore italiano (n. 1708)
- 1771 - Louis Charles César Le Tellier, generale francese (n. 1695)
- 1777 - Nicola Bertucci, pittore italiano
- 1777 - Urbano Paracciani Rutili, cardinale e arcivescovo cattolico italiano (n. 1715)
- 1778 - Giovanni Marchiori, scultore e intagliatore italiano (n. 1696)
- 1783 - Ignazio Renato Birago di Borgaro, architetto italiano (n. 1721)
- 1783 - Johann Jakob Bodmer, scrittore svizzero (n. 1698)
- 1784 - Caspar Anton von Belderbusch, nobile e politico tedesco (n. 1722)
- 1787 - Claude-Henry Feydeau de Marville, politico, magistrato e nobile francese (n. 1705)
- 1794 - Guillaume Repin, presbitero francese (n. 1709)
- 1795 - Domenico Schiavi, architetto italiano (n. 1718)
- 1798 - Wilhelm von Freytag, generale prussiano (n. 1720)
- 1799 - János Szily, vescovo cattolico ungherese (n. 1735)

## XIX secolo(74)
- 1801 - Johann Kaspar Lavater, scrittore, filosofo e teologo svizzero (n. 1741)
- 1802 - Baldassarre Lombardi, letterato, critico letterario e religioso italiano (n. 1718)
- 1815 - George Gale, politico statunitense (n. 1756)
- 1818 - Marco Boncompagni Ludovisi Ottoboni, V duca di Fiano, nobile e militare italiano (n. 1741)
- 1818 - Camillo de Simeoni, cardinale e vescovo cattolico italiano (n. 1737)
- 1819 - Maria Luisa di Borbone-Parma, regina (n. 1751)
- 1820 - Teodoro Bonati, ingegnere idraulico, matematico e medico italiano (n. 1724)
- 1823 - Abraham Girardet, incisore e disegnatore svizzero (n. 1764)
- 1824 - Filippo Trigona, vescovo cattolico italiano (n. 1735)
- 1829 - Melchiorre Gioia, economista, filosofo e politico italiano (n. 1767)
- 1831 - Giuseppe Longhi, incisore italiano (n. 1766)
- 1831 - Barthold Georg Niebuhr, storico e politico tedesco (n. 1776)
- 1832 - Girolamo Murari dalla Corte, letterato italiano (n. 1747)
- 1833 - Vladimir Petrovič Mezencev, ufficiale russo (n. 1781)
- 1833 - Serafino di Sarov, monaco cristiano e mistico russo (n. 1759)
- 1837 - Giuseppe Maria Giovene, naturalista, agronomo e meteorologo italiano (n. 1753)
- 1838 - Vasilij Aleksandrovič Paškov, nobile e politico russo (n. 1764)
- 1839 - Ekaterina Ivanovna Nelidova, nobildonna russa (n. 1756)
- 1839 - Pietro Tasca, vescovo cattolico italiano (n. 1756)
- 1841 - Philip Broke, nobile e militare britannico (n. 1776)
- 1842 - Louis Lemoine, generale francese (n. 1764)
- 1845 - Hortense Haudebourt-Lescot, pittrice francese (n. 1784)
- 1850 - Manuel de la Peña y Peña, politico messicano (n. 1789)
- 1853 - Giuseppe Lyons, politico italiano (n. 1815)
- 1853 - Nesrin Hanim, nobile georgiana (n. 1826)
- 1854 - Luigi Giamporcaro, vescovo cattolico italiano (n. 1787)
- 1854 - Pierre-Denis, conte di Peyronnet, politico e magistrato francese (n. 1778)
- 1857 - Enrichetta di Nassau-Weilburg, duchessa (n. 1780)
- 1860 - Rafael María Baralt y Montúfar, poeta, storico e filologo venezuelano (n. 1810)
- 1861 - Federico Guglielmo IV di Prussia, re (n. 1795)
- 1861 - Ferdinando di Borbone-Spagna, nobile spagnolo (n. 1824)
- 1863 - Enrico Misley, avvocato e patriota italiano (n. 1801)
- 1865 - Leandro Gómez, militare uruguaiano (n. 1811)
- 1867 - Giuseppe Marzolo, organaro e inventore italiano (n. 1821)
- 1868 - Giuseppe Frassinetti, presbitero italiano (n. 1804)
- 1868 - Marcos Paz, politico argentino (n. 1813)
- 1870 - Johannes Flintoe, pittore danese (n. 1787)
- 1872 - Ludolf Wienbarg, scrittore tedesco (n. 1802)
- 1873 - Bogusław Fryderyk Radziwiłł, nobile e generale polacco (n. 1809)
- 1875 - Harriot Kezia Hunt, medico, docente e attivista statunitense (n. 1805)
- 1875 - Sof'ja Potocka, nobildonna polacca (n. 1801)
- 1876 - Hippolyte-Joseph Cuvelier, pittore francese (n. 1803)
- 1876 - Meta Heusser-Schweizer, poetessa svizzera (n. 1797)
- 1877 - Alexander Bain, inventore e ingegnere scozzese (n. 1810)
- 1877 - Filippo Corridi, matematico, scienziato e pedagogista italiano (n. 1806)
- 1878 - Giuliano Bollo, politico italiano (n. 1792)
- 1879 - Caleb Cushing, politico e diplomatico statunitense (n. 1800)
- 1881 - Domenico Bolognese, poeta, drammaturgo e librettista italiano (n. 1819)
- 1881 - Amina Boschetti, ballerina italiana (n. 1836)
- 1882 - Alfred Dehodencq, pittore francese (n. 1822)
- 1883 - George Harry Grey, VII conte di Stamford, nobile britannico (n. 1827)
- 1884 - Marietta Gazzaniga, soprano italiano (n. 1824)
- 1884 - Daniel Harrwitz, scacchista tedesco (n. 1821)
- 1887 - Opprandino Arrivabene, giornalista italiano (n. 1807)
- 1888 - Uno Cygnaeus, pedagogista e pastore protestante finlandese (n. 1810)
- 1888 - Joel Parker, politico statunitense (n. 1816)
- 1888 - Isaac Ridgeway Trimble, generale statunitense (n. 1802)
- 1889 - Raffaele Galli, flautista e compositore italiano (n. 1824)
- 1890 - Andrea Angiulli, filosofo e pedagogista italiano (n. 1837)
- 1890 - George Henry Boker, drammaturgo e poeta statunitense (n. 1823)
- 1890 - Julian Gayarre, tenore spagnolo (n. 1844)
- 1890 - Henri Justamant, ballerino e coreografo francese (n. 1815)
- 1890 - Marie-Anne Sureau Blondin, religiosa canadese (n. 1809)
- 1891 - Joseph G. Campbell, scacchista e compositore di scacchi irlandese (n. 1830)
- 1892 - George Biddell Airy, astronomo e matematico inglese (n. 1801)
- 1892 - Lorenzo Bianchini, pittore italiano (n. 1825)
- 1892 - Pietro Venturi, avvocato e politico italiano (n. 1824)
- 1893 - John Obadiah Westwood, entomologo e archeologo britannico (n. 1805)
- 1895 - Alexandre Bida, pittore, incisore e disegnatore francese (n. 1813)
- 1896 - Walthère Frère-Orban, politico belga (n. 1812)
- 1898 - Vincenzo Maria Sarnelli, arcivescovo cattolico italiano (n. 1835)
- 1899 - Algernon Percy, VI duca di Northumberland, politico britannico (n. 1810)
- 1899 - Francisco de Cubas, architetto e politico spagnolo (n. 1826)
- 1900 - James E. Slaughter, generale statunitense (n. 1827)

## XX secolo(246)
- 1903 - Apelle Dei, naturalista italiano (n. 1819)
- 1904 - Matilde Bonaparte, pittrice francese (n. 1820)
- 1904 - Ferdinand Bonaventura Kinsky von Wchinitz und Tettau, nobile austriaco (n. 1834)
- 1904 - James Longstreet, generale statunitense (n. 1821)
- 1905 - Cosimo Burali-Forti, compositore e pittore italiano (n. 1834)
- 1907 - Otto Benndorf, archeologo tedesco (n. 1838)
- 1908 - João dà Câmara, drammaturgo portoghese (n. 1852)
- 1909 - Pierre Lucciana, scrittore francese (n. 1832)
- 1909 - Francesco Meardi, avvocato e politico italiano (n. 1839)
- 1911 - Paolo Medini, basso italiano (n. 1837)
- 1912 - Mary Grosvenor, nobildonna inglese (n. 1821)
- 1912 - Emile Pradignat, scacchista francese (n. 1843)
- 1912 - Henri Rouart, ingegnere e pittore francese (n. 1833)
- 1913 - Julius Euting, orientalista e arabista tedesco (n. 1839)
- 1913 - Léon Philippe Teisserenc de Bort, meteorologo francese (n. 1855)
- 1915 - George Bridgeman, IV conte di Bradford, nobile e ufficiale inglese (n. 1845)
- 1915 - Karl Goldmark, compositore ungherese (n. 1830)
- 1915 - Otto Nüsslin, zoologo tedesco (n. 1850)
- 1915 - Armand Peugeot, imprenditore francese (n. 1849)
- 1915 - Isidor Rosenthal, fisiologo tedesco (n. 1836)
- 1916 - Félix Sardá y Salvany, presbitero e scrittore spagnolo (n. 1841)
- 1917 - Pietro Bandini, gesuita e missionario italiano (n. 1852)
- 1917 - Léon Flameng, pistard francese (n. 1877)
- 1917 - Edward Burnett Tylor, antropologo britannico (n. 1832)
- 1919 - Arthur Gould, rugbista a 15 gallese (n. 1864)
- 1920 - Paul Adam, scrittore francese (n. 1862)
- 1920 - Frank Lascelles, diplomatico inglese (n. 1841)
- 1921 - Franz von Defregger, pittore austriaco (n. 1835)
- 1922 - Giacomo Luigi Ciamician, chimico austriaco (n. 1857)
- 1922 - Søren Nielsen, produttore cinematografico e regista danese (n. 1853)
- 1922 - Giovanni Peroni, imprenditore e ingegnere italiano (n. 1848)
- 1922 - Suddha Dibyaratana del Siam, principessa thailandese (n. 1877)
- 1923 - Girolamo Caruso, agronomo italiano (n. 1842)
- 1923 - Thomas McMillan, calciatore scozzese (n. 1866)
- 1924 - Sabine Baring-Gould, presbitero e scrittore britannico (n. 1834)
- 1925 - Jean Bergonie, medico francese (n. 1857)
- 1927 - Ahad Ha'am, scrittore russo (n. 1856)
- 1928 - Yves du Manoir, rugbista a 15 francese (n. 1904)
- 1928 - Loïe Fuller, danzatrice e attrice teatrale statunitense (n. 1862)
- 1928 - Emily Stevens, attrice teatrale statunitense (n. 1882)
- 1930 - Amilcare Bietti, medico italiano (n. 1869)
- 1930 - Claude de Boissière, schermidore francese (n. 1875)
- 1931 - Didier Gold, drammaturgo e paroliere francese (n. 1874)
- 1931 - Alessandra Starabba di Rudinì, religiosa e nobile italiana (n. 1876)
- 1932 - Giuseppe Lando Passerini, bibliotecario e critico letterario italiano (n. 1858)
- 1932 - Paul Marie Cesar Gerald Pau, generale francese (n. 1848)
- 1933 - Robert Gufflet, velista francese (n. 1883)
- 1934 - Pierre de La Gorce, magistrato, avvocato e storico francese (n. 1846)
- 1934 - Jean de Madre, giocatore di polo francese (n. 1862)
- 1934 - Louis Neher, regista, attore e sceneggiatore austriaco (n. 1896)
- 1934 - Arthur Weigall, egittologo, giornalista e scrittore inglese (n. 1880)
- 1935 - Mary Alicia Owen, storica statunitense (n. 1850)
- 1936 - Leonardo Coimbra, filosofo e politico portoghese (n. 1883)
- 1936 - Antonio Demo, religioso e missionario italiano (n. 1870)
- 1936 - Jules Destrée, politico, avvocato e scrittore belga (n. 1863)
- 1936 - Samuel Ryder, mercante britannico (n. 1858)
- 1937 - Ross Alexander, attore statunitense (n. 1907)
- 1937 - Bernard Franklin, ginnasta britannico (n. 1889)
- 1937 - Billy Hunter, allenatore di calcio scozzese (n. 1885)
- 1937 - Filippo Longo, avvocato e politico italiano (n. 1870)
- 1938 - Henry Victor Deligny, generale francese (n. 1855)
- 1939 - Roman Dmowski, politico polacco (n. 1864)
- 1940 - Ben Chimberoff, ginnasta e multiplista statunitense (n. 1874)
- 1940 - Albert Richter, ciclista su strada e pistard tedesco (n. 1912)
- 1940 - Birger Wasenius, pattinatore di velocità su ghiaccio finlandese (n. 1911)
- 1940 - István Énekes, pugile ungherese (n. 1911)
- 1941 - Štefan Banič, inventore slovacco (n. 1870)
- 1941 - Michele Ferrara, militare italiano (n. 1910)
- 1941 - Ugo Giavitto, militare italiano (n. 1920)
- 1941 - Joseph Kutter, pittore lussemburghese (n. 1894)
- 1941 - Josef Strzygowski, storico dell'arte tedesco (n. 1862)
- 1942 - Račo Petrov, generale e politico bulgaro (n. 1861)
- 1942 - Ernest Rouart, pittore e incisore francese (n. 1874)
- 1942 - Salvatore Venere, militare italiano (n. 1901)
- 1943 - Franz Courtens, pittore belga (n. 1854)
- 1943 - Attilio Trerè, calciatore italiano (n. 1887)
- 1944 - Cencio Massola, velista italiano (n. 1885)
- 1944 - John Muldoon, rugbista a 15 statunitense (n. 1896)
- 1945 - Ermanno Gabetta, partigiano e militare italiano (n. 1912)
- 1945 - Sven-Olof Jonsson, ginnasta svedese (n. 1893)
- 1945 - Otello Leiss, pittore e cartografo tedesco (n. 1882)
- 1945 - Bertram Ramsay, ammiraglio britannico (n. 1883)
- 1946 - Fabijan Abrantovič, presbitero bielorusso (n. 1884)
- 1946 - Eleanor Rathbone, politica britannica (n. 1872)
- 1946 - Jeannette Thurber, mecenate statunitense (n. 1850)
- 1947 - Ellen Gulbranson, soprano svedese (n. 1863)
- 1947 - Marion Coates Hansen, politica inglese (n. 1870)
- 1948 - Vicente Huidobro, poeta cileno (n. 1893)
- 1948 - Edna May, cantante e attrice teatrale statunitense (n. 1878)
- 1950 - Umberto Bucci, ammiraglio e politico italiano (n. 1877)
- 1950 - John Fitzgerald, politico statunitense (n. 1863)
- 1950 - Giovanni Paneroni, scrittore italiano (n. 1871)
- 1951 - Robert Hayward Barlow, scrittore, poeta e storico statunitense (n. 1918)
- 1951 - Edith New, attivista statunitense (n. 1877)
- 1952 - Giuseppe Di Donna, vescovo cattolico italiano (n. 1901)
- 1952 - Giancarlo Maroni, architetto italiano (n. 1893)
- 1953 - Hilda Borgström, attrice svedese (n. 1871)
- 1953 - Leonardo Miccolis, ingegnere e politico italiano (n. 1890)
- 1953 - Nikolaj Gavrilovič Černyšëv, ingegnere sovietico (n. 1906)
- 1955 - István Ipolyi, violinista, violista e musicologo ungherese (n. 1886)
- 1955 - Pina Piovani, attrice italiana (n. 1897)
- 1955 - José Antonio Remón Cantera, politico e militare panamense (n. 1908)
- 1956 - Fernand Jourdant, schermidore francese (n. 1903)
- 1956 - Omero Schiassi, sindacalista e politico italiano (n. 1877)
- 1957 - Søren Absalon Larsen, fisico danese (n. 1871)
- 1957 - Isaac Steinberg, avvocato e politico russo (n. 1888)
- 1958 - Marcel Buré, calciatore francese (n. 1897)
- 1958 - H. G. Peter, fumettista statunitense (n. 1880)
- 1959 - Evangelina Alciati, pittrice italiana (n. 1883)
- 1960 - Friedrich Adler, politico austriaco (n. 1879)
- 1960 - Ugo Bernasconi, pittore, scrittore e aforista italiano (n. 1874)
- 1960 - Fausto Coppi, ciclista su strada e pistard italiano (n. 1919)
- 1960 - Otto Haas, imprenditore tedesco (n. 1872)
- 1962 - Luigi Guglielmino, pittore italiano (n. 1885)
- 1962 - Ezio Oreste Rivetti di Val Cervo, imprenditore italiano (n. 1887)
- 1962 - Kurt Seligmann, pittore svizzero (n. 1900)
- 1962 - Fares al-Khoury, politico siriano (n. 1877)
- 1963 - Jack Carson, attore canadese (n. 1910)
- 1963 - Dick Powell, attore, regista e cantante statunitense (n. 1904)
- 1964 - Pius Font i Quer, botanico e farmacista spagnolo (n. 1888)
- 1964 - Dante Olivieri, filologo, glottologo e linguista italiano (n. 1877)
- 1964 - Ingolf Pedersen, calciatore norvegese (n. 1890)
- 1966 - Dino Alfieri, politico e diplomatico italiano (n. 1886)
- 1966 - Paul Diepgen, ginecologo e storico tedesco (n. 1878)
- 1966 - Gino Meacci, politico italiano (n. 1901)
- 1966 - Paolo Palmisano, avvocato e politico italiano (n. 1889)
- 1966 - Edwin Swatek, pallanuotista e nuotatore statunitense (n. 1885)
- 1966 - Oscar Thorstensen, calciatore norvegese (n. 1901)
- 1966 - Ernest Wilkins, filologo statunitense (n. 1880)
- 1967 - Marcello Bertinetti, schermidore e arbitro di calcio italiano (n. 1885)
- 1967 - Luigi Vaghi, fotografo italiano (n. 1882)
- 1967 - Ramón Zabalo, calciatore spagnolo (n. 1910)
- 1968 - Edmondo Del Bufalo, ingegnere e politico italiano (n. 1883)
- 1968 - Cuno Hoffmeister, astronomo tedesco (n. 1892)
- 1968 - Nikolai Stepulov, pugile estone (n. 1913)
- 1969 - Julius Bomholt, politico e scrittore danese (n. 1896)
- 1969 - Gilbert Miller, impresario teatrale statunitense (n. 1884)
- 1969 - Georges Renavent, attore francese (n. 1894)
- 1970 - Ed Diddle, cestista, giocatore di football americano e allenatore di pallacanestro statunitense (n. 1895)
- 1970 - Pierre Francastel, storico dell'arte e critico d'arte francese (n. 1900)
- 1970 - András Kuttik, calciatore e allenatore di calcio ungherese (n. 1896)
- 1970 - Engelbert Schrammel, calciatore austriaco (n. 1879)
- 1970 - Frank Taylor, allenatore di calcio e calciatore inglese (n. 1916)
- 1971 - Apollinarij Ivanovič Dudko, regista sovietico (n. 1909)
- 1971 - Giovanni Battista Giorgini, imprenditore italiano (n. 1898)
- 1971 - Usmar Ismail, regista, sceneggiatore e produttore cinematografico indonesiano (n. 1921)
- 1971 - Willard Maas, regista e poeta statunitense (n. 1906)
- 1971 - Edward Toms, velocista britannico (n. 1899)
- 1971 - Jerzy Zarzycki, regista e sceneggiatore polacco (n. 1911)
- 1972 - Lillian Moller Gilbreth, ingegnera, dirigente d'azienda e psicologa statunitense (n. 1878)
- 1972 - Mauro Scoccimarro, politico e partigiano italiano (n. 1895)
- 1972 - James White, militare e aviatore canadese (n. 1893)
- 1973 - Franciska Gaal, attrice ungherese (n. 1904)
- 1973 - Eleazar López Contreras, politico e generale venezuelano (n. 1883)
- 1973 - Einar Snitt, calciatore svedese (n. 1905)
- 1974 - Ralph Block, produttore cinematografico e sceneggiatore statunitense (n. 1889)
- 1974 - Errett Lobban Cord, imprenditore e politico statunitense (n. 1894)
- 1974 - Neva Gerber, attrice statunitense (n. 1891)
- 1974 - Tex Ritter, cantante e attore statunitense (n. 1905)
- 1974 - Fernand de Montigny, architetto, schermidore e hockeista su prato belga (n. 1885)
- 1975 - Robert Fein, sollevatore austriaco (n. 1907)
- 1975 - Domenico Filipponi, calciatore italiano
- 1975 - Theodor Osterkamp, generale e aviatore tedesco (n. 1892)
- 1975 - Carl Silfverstrand, ginnasta, astista e lunghista svedese (n. 1885)
- 1976 - Danny Reddin, cestista irlandese (n. 1914)
- 1976 - Antonio Romano, politico italiano (n. 1895)
- 1976 - Raphael J. Sevilla, regista, sceneggiatore e produttore cinematografico messicano (n. 1905)
- 1977 - Renée Chemet, violinista francese (n. 1887)
- 1977 - Pete Cross, cestista statunitense (n. 1948)
- 1977 - Erroll Garner, pianista statunitense (n. 1921)
- 1977 - Dilermando Reis, chitarrista, compositore e insegnante brasiliano (n. 1916)
- 1979 - Sidnie Milana Manton, zoologa e ittiologa britannica (n. 1902)
- 1980 - Alessandro Bruschetti, pittore italiano (n. 1910)
- 1980 - Rhys Carpenter, archeologo statunitense (n. 1889)
- 1981 - Sam Dalrymple, calciatore statunitense (n. 1901)
- 1981 - Colombo Neri, ciclista su strada italiano (n. 1904)
- 1982 - Victor Fontan, ciclista su strada francese (n. 1892)
- 1982 - Fred Harman, fumettista e animatore statunitense (n. 1902)
- 1982 - Tomás Hernández Burillo, calciatore spagnolo (n. 1930)
- 1983 - Olindo Galli, politico, calciatore e allenatore di calcio italiano (n. 1900)
- 1984 - Sebastià Juan Arbó, scrittore e biografo spagnolo (n. 1902)
- 1984 - Evgenij Leonidovič Krinov, astronomo e geologo russo (n. 1906)
- 1984 - Roberto Porta, allenatore di calcio e calciatore uruguaiano (n. 1913)
- 1984 - Kenneth Sitzberger, tuffatore statunitense (n. 1945)
- 1985 - Angelo Bonaiti, politico italiano (n. 1915)
- 1985 - Flash Elorde, pugile filippino (n. 1935)
- 1985 - Enrico Turolla, grecista, latinista e bizantinista italiano (n. 1896)
- 1985 - Jacques de Lacretelle, romanziere francese (n. 1888)
- 1986 - John Hargis, cestista statunitense (n. 1920)
- 1986 - Herb Magidson, paroliere statunitense (n. 1906)
- 1986 - Una Merkel, attrice statunitense (n. 1903)
- 1986 - Antonio Roasio, partigiano e politico italiano (n. 1902)
- 1986 - Vladimir Ladislas Tarasevitch, vescovo cattolico bielorusso (n. 1921)
- 1987 - Samarandra Chatterjee, pallanuotista indiano (n. 1922)
- 1987 - Hazel Daly, attrice statunitense (n. 1895)
- 1987 - Arthur Gould-Porter, attore inglese (n. 1905)
- 1987 - Armando Silli, scacchista italiano (n. 1917)
- 1987 - Jean de Gribaldy, ciclista su strada e dirigente sportivo francese (n. 1922)
- 1988 - Michele Manenti, calciatore italiano (n. 1928)
- 1989 - Pier Niccolò Berardi, architetto italiano (n. 1904)
- 1989 - Agostino Lauro, armatore italiano (n. 1917)
- 1989 - Francesco Pocchiari, chimico e farmacologo italiano (n. 1924)
- 1989 - Dante Troisi, scrittore e magistrato italiano (n. 1920)
- 1990 - Lawrence Alloway, critico d'arte inglese (n. 1926)
- 1990 - Euaggelos Averōf, politico greco (n. 1910)
- 1990 - Alan Hale Jr., attore statunitense (n. 1921)
- 1991 - Rosellina Balbi, scrittrice e giornalista italiana (n. 1923)
- 1991 - Juan Carlos Duran, pugile argentino (n. 1936)
- 1991 - Edmond Jabès, poeta francese (n. 1912)
- 1991 - Jo Ann Marlowe, attrice statunitense (n. 1935)
- 1991 - Renato Rascel, attore, comico e cantautore italiano (n. 1912)
- 1991 - Pasquale Rotondi, storico dell'arte, funzionario e restauratore italiano (n. 1909)
- 1992 - Afro De Pietri, calciatore e allenatore di calcio italiano (n. 1905)
- 1992 - Virginia Field, attrice britannica (n. 1917)
- 1992 - Tibor Gallai, matematico ungherese (n. 1912)
- 1992 - Hedwig Haß, schermitrice tedesca (n. 1902)
- 1992 - Ginette Leclerc, attrice francese (n. 1912)
- 1992 - Dietrich Opitz, orientalista tedesco (n. 1901)
- 1992 - Maurice Perrin, pistard francese (n. 1911)
- 1992 - Aldo Spagnoli, pubblicitario italiano (n. 1906)
- 1992 - Yaúca, calciatore portoghese (n. 1935)
- 1993 - Vladimir Makogonov, scacchista russo (n. 1904)
- 1994 - Rafael Alsúa, calciatore e allenatore di calcio spagnolo (n. 1923)
- 1994 - Viktor Aristov, regista, sceneggiatore e attore sovietico (n. 1943)
- 1994 - Miguel M. Delgado, regista e sceneggiatore messicano (n. 1905)
- 1994 - Francesco Antonio Pisicchio, calciatore italiano (n. 1970)
- 1994 - Salvatore Puglisi Cosentino, imprenditore italiano (n. 1917)
- 1994 - Dixy Lee Ray, politica e biologa statunitense (n. 1914)
- 1995 - Nancy Kelly, attrice statunitense (n. 1921)
- 1995 - Keith McDaniel, danzatore statunitense (n. 1956)
- 1995 - Graham Sharp, pattinatore artistico su ghiaccio britannico (n. 1917)
- 1995 - Mohammed Siad Barre, politico e generale somalo (n. 1919)
- 1996 - Mario Sansone, critico letterario e storico della letteratura italiano (n. 1900)
- 1997 - Randy California, chitarrista e cantante statunitense (n. 1951)
- 1997 - Joan Corominas, filologo spagnolo (n. 1905)
- 1998 - Alberto Albertini, calciatore italiano (n. 1907)
- 1998 - Max Colpet, paroliere, scrittore e sceneggiatore statunitense (n. 1905)
- 1998 - Virginia Galante Garrone, scrittrice italiana (n. 1906)
- 1998 - Haxhi Lleshi, politico albanese (n. 1913)
- 1998 - Vladimír Perk, calciatore cecoslovacco (n. 1920)
- 1999 - Mario Gozzini, scrittore, politico e giornalista italiano (n. 1920)
- 1999 - Sebastian Haffner, scrittore, giornalista e storico tedesco (n. 1907)
- 1999 - Rolf Liebermann, compositore svizzero (n. 1910)
- 2000 - Nat Adderley, trombettista statunitense (n. 1931)
- 2000 - Patrick O'Brian, scrittore, saggista e traduttore britannico (n. 1914)
- 2000 - Maria Mercedes di Borbone-Due Sicilie, principessa spagnola (n. 1910)

## XXI secolo(157)
- 2001 - Giuseppe Bagliani, calciatore italiano (n. 1930)
- 2001 - Guido Martino, politico e medico italiano (n. 1929)
- 2001 - William Pierce Rogers, politico statunitense (n. 1913)
- 2001 - Roberto Sanesi, critico d'arte, critico letterario e poeta italiano (n. 1930)
- 2002 - Armi Aavikko, modella e cantante finlandese (n. 1958)
- 2002 - Rui Campos, calciatore brasiliano (n. 1922)
- 2002 - Cindy Garner, attrice statunitense (n. 1924)
- 2002 - Charlie Mitten, allenatore di calcio e calciatore inglese (n. 1921)
- 2002 - Bibi Osterwald, attrice statunitense (n. 1920)
- 2003 - Edilberto Campadese, bobbista italiano (n. 1915)
- 2003 - Peter Harris, calciatore inglese (n. 1925)
- 2003 - Marta Tomelli, cantante italiana (n. 1936)
- 2004 - Hernando Caro Mendoza, giornalista e critico musicale colombiano (n. 1927)
- 2004 - Lynn Cartwright, attrice statunitense (n. 1927)
- 2004 - Terry Huddle, calciatore inglese (n. 1911)
- 2004 - Mihai Ivăncescu, calciatore rumeno (n. 1942)
- 2004 - Leone Sanavia, liutaio italiano (n. 1907)
- 2005 - Arnold Denker, scacchista statunitense (n. 1914)
- 2005 - Félix Galimi, schermidore argentino (n. 1921)
- 2005 - Maclyn McCarty, genetista statunitense (n. 1911)
- 2005 - Claude Meillassoux, antropologo francese (n. 1925)
- 2005 - Barbara Pilavin, attrice italiana (n. 1923)
- 2005 - Luis Prais, calciatore uruguaiano (n. 1925)
- 2005 - Giuseppe Ripa, giornalista e poeta italiano (n. 1923)
- 2006 - Lucienne Camille, attrice e attrice pornografica britannica (n. 1940)
- 2006 - Osa Massen, attrice danese (n. 1915)
- 2006 - Nino Sospiri, politico italiano (n. 1948)
- 2006 - Lidia Wysocka, attrice teatrale, attrice cinematografica e regista teatrale polacca (n. 1916)
- 2007 - Teddy Kollek, politico israeliano (n. 1911)
- 2008 - Lee Sherman Dreyfus, politico e educatore statunitense (n. 1926)
- 2008 - George MacDonald Fraser, scrittore britannico (n. 1925)
- 2008 - Cornelio Masciadri, politico italiano (n. 1923)
- 2008 - Pietro Morelli, ingegnere e aviatore italiano (n. 1924)
- 2008 - Nikolaj Puzanov, biatleta sovietico (n. 1938)
- 2008 - Robert Weber, astronomo statunitense (n. 1926)
- 2009 - Inger Christensen, poetessa, scrittrice e saggista danese (n. 1935)
- 2009 - Hank DeZonie, cestista statunitense (n. 1922)
- 2009 - Steven Gilborn, attore statunitense (n. 1936)
- 2009 - Valentina Giovagnini, cantante e polistrumentista italiana (n. 1980)
- 2009 - Ian Greaves, allenatore di calcio e calciatore inglese (n. 1932)
- 2009 - Ryūzō Hiraki, dirigente sportivo, calciatore e allenatore di calcio giapponese (n. 1931)
- 2009 - Maria de Jesus, supercentenaria portoghese (n. 1893)
- 2009 - József Sákovics, schermidore ungherese (n. 1927)
- 2009 - Rashid III bin Ahmad Al Mu'alla, emiro (n. 1932)
- 2010 - Johann Frank, calciatore austriaco (n. 1938)
- 2010 - Gilbert Gascard, fumettista francese (n. 1931)
- 2010 - William Green, aviatore, scrittore e giornalista britannico (n. 1927)
- 2010 - Vincent Stagnara, avvocato francese (n. 1950)
- 2011 - Renato Bordone, storico italiano (n. 1948)
- 2011 - Guido Borgianni, pittore italiano (n. 1915)
- 2011 - Sisto Dalla Palma, critico teatrale, direttore artistico e direttore teatrale italiano (n. 1932)
- 2011 - Peter Hobbs, attore statunitense (n. 1918)
- 2011 - Hans Kalt, canottiere svizzero (n. 1924)
- 2011 - Anne Francis, attrice statunitense (n. 1930)
- 2011 - Émile Masson, ciclista su strada belga (n. 1915)
- 2011 - Pete Postlethwaite, attore britannico (n. 1946)
- 2011 - Furio Scarpellini, calciatore e allenatore di calcio italiano (n. 1922)
- 2011 - Miriam Seegar, attrice statunitense (n. 1907)
- 2011 - Szeto Wah, politico e insegnante hongkonghese (n. 1931)
- 2011 - Richard Winters, ufficiale statunitense (n. 1918)
- 2012 - Giuseppe Carrà, partigiano, sindacalista e politico italiano (n. 1926)
- 2012 - Donato De Leonardis, politico italiano (n. 1917)
- 2012 - Silvana Gallardo, attrice statunitense (n. 1953)
- 2012 - Anatolij Kolesov, lottatore sovietico (n. 1938)
- 2012 - Larry Reinhardt, chitarrista statunitense (n. 1948)
- 2012 - Hans Schepers, pallanuotista, allenatore di pallanuoto e nuotatore tedesco (n. 1930)
- 2013 - Jurij Aleksandrov, pugile sovietico (n. 1963)
- 2013 - Gerda Lerner, scrittrice, docente e storica statunitense (n. 1920)
- 2013 - Ladislao Mazurkiewicz, calciatore uruguaiano (n. 1945)
- 2013 - Susan Nolen-Hoeksema, psicologa e saggista statunitense (n. 1959)
- 2013 - Renzo Soldani, ciclista su strada italiano (n. 1925)
- 2013 - Rudolf Szanwald, calciatore austriaco (n. 1931)
- 2013 - Ned Wertimer, attore statunitense (n. 1923)
- 2013 - Sachio Ōtani, architetto giapponese (n. 1924)
- 2014 - Guy Butteux, ciclista su strada francese (n. 1920)
- 2014 - Elizabeth Jane Howard, scrittrice britannica (n. 1923)
- 2015 - Abu Anas al-Libi, terrorista libico (n. 1964)
- 2015 - Balda Di Vittorio, politica italiana (n. 1920)
- 2015 - Little Jimmy Dickens, cantante statunitense (n. 1920)
- 2015 - Marceau Esquieu, scrittore e poeta francese (n. 1931)
- 2015 - Derek Minter, pilota motociclistico britannico (n. 1932)
- 2016 - Giovanni Andreoni, politico italiano (n. 1930)
- 2016 - Michel Delpech, cantante francese (n. 1946)
- 2016 - Gisela Mota Ocampo, politica messicana (n. 1982)
- 2016 - Rino Salviati, cantante italiano (n. 1922)
- 2016 - Nimr Baqir al-Nimr, personalità religiosa saudita (n. 1959)
- 2017 - Gian Carlo Artoni, poeta italiano (n. 1923)
- 2017 - Enzo Benedetti, calciatore e allenatore di calcio italiano (n. 1931)
- 2017 - John Berger, critico d'arte, scrittore e pittore britannico (n. 1926)
- 2017 - Albert Brewer, politico statunitense (n. 1928)
- 2017 - Gian Paolo Calchi Novati, storico italiano (n. 1935)
- 2017 - Viktor Carëv, calciatore e allenatore di calcio sovietico (n. 1931)
- 2017 - François Chérèque, sindacalista francese (n. 1956)
- 2017 - Giovanni Garbini, orientalista italiano (n. 1931)
- 2017 - Franco Loja, naturalista, imprenditore e attivista italiano (n. 1974)
- 2017 - Richard Machowicz, militare e personaggio televisivo statunitense (n. 1965)
- 2017 - Jean Vuarnet, sciatore alpino e allenatore di sci alpino francese (n. 1933)
- 2018 - Frank Buxton, regista e sceneggiatore statunitense (n. 1930)
- 2018 - Alan Deakin, calciatore inglese (n. 1941)
- 2018 - Giovanni Di Clemente, produttore cinematografico italiano (n. 1948)
- 2018 - Eugène Gerards, allenatore di calcio, dirigente sportivo e calciatore olandese (n. 1940)
- 2018 - Ferdinando Imposimato, magistrato, politico e avvocato italiano (n. 1936)
- 2018 - Jacques Lassalle, regista teatrale francese (n. 1936)
- 2018 - Thomas S. Monson, predicatore e religioso statunitense (n. 1927)
- 2018 - Michael Pfeiffer, allenatore di calcio e calciatore tedesco (n. 1925)
- 2019 - John Batchelor, artista britannico (n. 1936)
- 2019 - Michele Caccavale, politico italiano (n. 1947)
- 2019 - Paulien van Deutekom, pattinatrice di velocità su ghiaccio olandese (n. 1981)
- 2019 - Bob Einstein, attore, comico e autore televisivo statunitense (n. 1942)
- 2019 - Gene Okerlund, personaggio televisivo, conduttore televisivo e disc jockey statunitense (n. 1942)
- 2020 - John Baldessari, architetto e performance artist statunitense (n. 1931)
- 2020 - Marcello Cresti, fisico italiano (n. 1928)
- 2020 - Veronika Fitz, attrice tedesca (n. 1936)
- 2020 - Terry Gray, allenatore di hockey su ghiaccio e hockeista su ghiaccio canadese (n. 1938)
- 2020 - Ricardo Rosales, politico e guerrigliero guatemalteco (n. 1934)
- 2020 - Sam Wyche, giocatore di football americano e allenatore di football americano statunitense (n. 1945)
- 2021 - Rodolfo Calanca, astronomo italiano (n. 1953)
- 2021 - Cléber Eduardo Arado, calciatore brasiliano (n. 1972)
- 2021 - Brad Cox, informatico e matematico statunitense (n. 1944)
- 2021 - Giovanni Fabris, calciatore italiano (n. 1928)
- 2021 - Gianni Fermi, calciatore italiano (n. 1935)
- 2021 - Marco Formentini, politico e funzionario italiano (n. 1930)
- 2021 - Modibo Keïta, politico maliano (n. 1942)
- 2021 - Jurij Sauch, calciatore sovietico (n. 1951)
- 2021 - Paul Westphal, cestista e allenatore di pallacanestro statunitense (n. 1950)
- 2022 - Eric Walter Elst, astronomo belga (n. 1936)
- 2022 - Jens Jørgen Hansen, calciatore danese (n. 1939)
- 2022 - Richard Leakey, paleontologo e politico keniota (n. 1944)
- 2022 - Mario Macalli, dirigente sportivo italiano (n. 1937)
- 2022 - Viktor Saneev, triplista sovietico (n. 1945)
- 2023 - Ken Block, pilota di rally, imprenditore e stuntman statunitense (n. 1967)
- 2023 - Frank Galati, regista, sceneggiatore e attore statunitense (n. 1943)
- 2023 - Suzy McKee Charnas, scrittrice e giornalista statunitense (n. 1939)
- 2023 - Massimo Turci, doppiatore e direttore del doppiaggio italiano (n. 1930)
- 2024 - Ángel Castellanos, calciatore spagnolo (n. 1952)
- 2024 - Vittorio Colletti, medico italiano (n. 1943)
- 2024 - Alberto Festa, calciatore portoghese (n. 1939)
- 2024 - Chris Karrer, musicista, compositore e polistrumentista tedesco (n. 1947)
- 2024 - Brian Lumley, scrittore e militare britannico (n. 1937)
- 2024 - Alberto Masoero, giornalista, funzionario e conduttore televisivo italiano (n. 1942)
- 2024 - Gottfried Münzenberg, fisico tedesco (n. 1940)
- 2024 - Daniel Revenu, schermidore francese (n. 1942)
- 2024 - Luigi Stefani, generale italiano (n. 1928)
- 2024 - Gordon R. Sullivan, generale statunitense (n. 1937)
- 2024 - Carmen Valero, mezzofondista spagnola (n. 1955)
- 2024 - Rafael Valle, cestista portoricano (n. 1938)
- 2024 - Zvi Zamir, generale e agente segreto israeliano (n. 1925)
- 2024 - Saleh al-Arouri, politico palestinese (n. 1966)
- 2025 - Aldo Agroppi, calciatore e allenatore di calcio italiano (n. 1944)
- 2025 - Italo De Lorenzo, bobbista e imprenditore italiano (n. 1939)
- 2025 - Derek Humphry, giornalista, saggista e attivista britannico (n. 1930)
- 2025 - Ágnes Keleti, ginnasta ungherese (n. 1921)
- 2025 - Werner Leimgruber, calciatore svizzero (n. 1934)
- 2025 - Ralph Mann, ostacolista statunitense (n. 1949)
- 2025 - Roger Mantovani, conduttore radiofonico, doppiatore e attore italiano (n. 1967)
- 2025 - Cristóbal Ortega, calciatore e allenatore di calcio messicano (n. 1956)
- 2025 - Ján Zachara, pugile cecoslovacco (n. 1928)

## Senza anno specificato(1)
- Papa Telesforo, papa, vescovo e santo romano (n. 64)